# 邦菲姆
邦菲姆是巴西米纳斯吉拉斯州的一个市镇。总面积301.21平方公里，总人口6715人，人口密度22.3人/平方公里。